# Portada/article febrer 2

## Piràmide
En arquitectura, una piràmide (del llatí pyrămis, -ĭdis) és una construcció monumental en forma piramidal que normalment té una base quadrangular. Antigament, a l'antic Egipte, i també a l'Índia, aquest tipus de construccions eren utilitzades com a sepulcre; els maies i els asteques les feien servir com a temple. A les civilitzacions precolombines les piràmides no tenien una funció funerària.
Les primeres piràmides (anomenades "clàssiques"), que ja presenten completament parets llises, estan datades cap el 2500 aC, com la piràmide de Meidum, que es troba mig derruïda. Existeixen també piràmides construïdes en l'època contemporània.